# NGC 1072
NGC 1072 est une vaste galaxie spirale barrée située dans la constellation de la Baleine.  NGC 1072 a été découverte par l'astronome français Édouard Stephan en 1886. Cette galaxie a aussi été observée par l'astronome français Stéphane Javelle le 24 janvier 1898 et elle a été ajoutée à l'Index Catalogue sous la cote IC 1837.

## Caractéristiques
Sa vitesse par rapport au fond diffus cosmologique est de 7 773 ± 16 km/s, ce qui correspond à une distance de Hubble de 164,6 ± 8,0 Mpc (∼537 millions d'al).
La classe de luminosité de NGC 1072 est II et elle présente une large raie HI. Selon la base de données Simbad, NGC 1072 est une galaxie LINER, c'est-à-dire une galaxie dont le noyau présente un spectre d'émission caractérisé par de larges raies d'atomes faiblement ionisés.

## Supernova
La supernova SN 2004I a été découverte dans NGC 1072 le 18 janvier 2004 par B. Swift, J. Burket, J. Graham, R. J. Foley et W. Li dans le cadre du programme LOSS (Lick Observatory Supernova Search) de l'observatoire Lick. Cette supernova était de type II.